# Morten Berre
Morten Berre (Oslo, 10 augustus 1975) is een Noorse voetballer (aanvaller) die sinds 2003 voor de Noorse eersteklasser Vålerenga IF uitkomt.

## Interlandcarrière
In 2001 speelde Berre zijn eerste en enige interland voor de Noorse nationale ploeg; dat was op 28 februari in Belfast tegen Noord-Ierland (0-4). Berre viel in dat duel na 78 minuten in voor Thorstein Helstad.

## Erelijst
Viking FK
- Noorse beker

2001
 Vålerenga IF
- Noors landskampioen

2005
- Noorse beker

2008